# 2 the Universe
2 the Universe (Eigenschreibweise auch: 2THEUNIVERSE und 2 the universe) ist eine deutsch-amerikanische Band aus Köln. Sie besteht aus Ray Scott Pardue (Gesang, Songwriting), Steffen Holl (Schlagzeug), Taka JC (Piano, Keyboard) und KayKay Röttgen (Gitarre).

## Geschichte

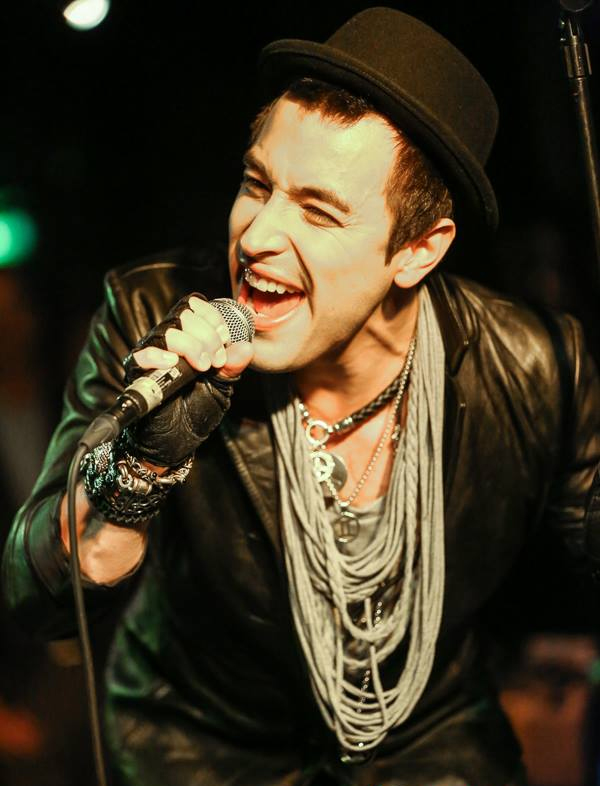
Ray Scott Pardue

Geboren in Medellín, Kolumbien, wurde Ray Scott Pardue als Kleinkind von US-amerikanischen Eltern adoptiert. Schon im Kindesalter fiel Pardues Talent seiner Kirchengemeinde im Südstaaten-Städtchen Booneville, Mississippi, auf. Pardue studierte dann Gesang, Tanz und Schauspiel an der Youth Performing Arts School in Louisville, Kentucky, und später mittels Stipendium am Boston Conservatory. Danach war er zunächst als Solosänger und Produzent tätig.
2009 rief er das Live-Projekt 2 the Universe ins Leben – damals noch als Pop-Duo sang man eigene und Coversongs in Hotelbars. Der Bandname hat seinen Ursprung in dem Buch The Secret von Rhonda Byrne: „Schick einen Wunsch ans Universum!“ (“Send a wish to the universe!”). Aufgrund zahlreicher Buchungsanfragen in immer größer werdenden Locations beschloss Pardue, weitere Musiker ins Boot zu holen. 2011 entstand dann die Band 2 the Universe.
Über die Grenzen von Köln hinaus wurde die Band anlässlich des 20-jährigen Bestehens der Hilfsorganisation Deutsche Knochenmarkspenderdatei (DKMS) bekannt, als die Band den Jubiläumssong Together in One Universe produzierte. Zum Abschluss der DKMS-Kampagne war die Band auf Deutschlandtournee – eingeladen von Kim Wilde, für die 2 the Universe während ihrer „Snapshots & Greatest Hits Tour“ 2012 als Vorgruppe auftrat.
Es folgte das Musikvideo zu Retrograde, einem Uptempo-Song aus Rock und elektronischen Dance-Elementen. Das Lied wurde von Fabian Strangl (Lead-Sänger der Band Random Hero), Claas P. Jambor und Ray Scott Pardue geschrieben. In der Astronomie steht das Wort retrograd für Objekte, die sich in einem rotierenden System entgegen der Hauptrotationsrichtung bewegen. Im Lied beschreibt Sänger Ray Scott Pardue den Versuch zweier Menschen, sich näher zu kommen. Obwohl beide nicht unterschiedlicher sein könnten und Gegensätze sich bekanntlich anziehen, gelingt es ihnen nicht.
Im Jahr 2014 nahm die Band an der RTL-Talent-Show Rising Star teil und kam ins Finale. Auch wenn die Show aufgrund von sinkenden Einschaltquoten frühzeitig abgesetzt wurde, erlange die Band 2 the Universe positives Aufmerksamkeit. Produzent Uwe Baltrusch (Wise Guys) wurde durch die Show auf die Band aufmerksam und bot ihnen umgehend eine Zusammenarbeit an. Zur Zeit liegt der Fokus der Band auf die Aufnahmen ihres ersten Debütalbums, welches Ende 2016 erscheinen soll.

## Diskografie
Singles
- 2011: Together in One Universe (30/10 Records / Rough Trade)
- 2016: Black and White Rainbows

Musikvideos
- 2012: Retrograde